# Grammy Awards 1989
Die Grammy Awards 1989 waren die 31. Verleihung des wichtigsten US-amerikanischen Musikpreises.
Hier wurde die Kategorie Rap neu eingeführt; Gewinner waren DJ Jazzy Jeff & the Fresh Prince.
Der Grammy ging an Künstler und Musikschaffende in 77 Kategorien aus 24 Feldern. Nachdem es im Vorjahr keine gab, gab es diesmal gleich neun Ehrengrammys für die Lebensleistung.

## Hauptkategorien
Single des Jahres (Record of the Year):
- „Don’t Worry, Be Happy“ von Bobby McFerrin

Album des Jahres (Album of the Year):
- Faith von George Michael

Song des Jahres (Song of the Year):
- „Don’t Worry, Be Happy“  von Bobby McFerrin (Autor: Bobby McFerrin)

Bester neuer Künstler (Best New Artist):
- Tracy Chapman

## Pop
Beste weibliche Gesangsdarbietung – Pop (Best Pop Vocal Performance, Female):
- „Fast Car“ von Tracy Chapman

Beste männliche Gesangsdarbietung – Pop (Best Pop Vocal Performance, Male):
- „Don’t Worry, Be Happy“  von Bobby McFerrin

Beste Darbietung eines Duos oder einer Gruppe mit Gesang – Pop (Best Pop Performance By A Duo Or Group With Vocals):
- Brasil von Manhattan Transfer

Beste Instrumentaldarbietung – Pop (Best Pop Instrumental Performance, Orchestra, Group Or Soloist):
- Close-Up von David Sanborn

## Rock
Beste weibliche Gesangsdarbietung – Rock (Best Rock Vocal Performance, Female):
- Tina Live In Europe von Tina Turner

Beste männliche Gesangsdarbietung – Rock (Best Rock Vocal Performance, Male):
- „Simply Irresistible“ von Robert Palmer

Beste Darbietung eines Duos oder einer Gruppe mit Gesang – Rock (Best Rock Performance By A Duo Or Group With Vocals):
- „Desire“ von U2

Beste Hard-Rock- / Metal-Darbietung – Gesang oder Instrumental (Best Hard Rock / Metal Performance Vocal Or Instrumental):
- Crest of a Knave von Jethro Tull

Beste Darbietung eines Rockinstrumentals (Best Rock Instrumental Performance):
- Blues for Salvador von Carlos Santana

## Rhythm & Blues
Beste weibliche Gesangsdarbietung – R&B (Best R&B Vocal Performance, Female):
- „Giving You The Best That I Got“ von Anita Baker

Beste männliche Gesangsdarbietung – R&B (Best R&B Vocal Performance, Male):
- Introducing the Hardline According to Terence Trent D’Arby von Terence Trent D'Arby

Beste Darbietung eines Duos oder einer Gruppe mit Gesang – Pop (Best R&B Performance By A Duo Or Group With Vocals):
- „Love Overboard“ von Gladys Knight & the Pips

Beste Instrumentaldarbietung – R&B (Best R&B Instrumental Performance, Orchestra, Group Or Soloist):
- „Light Years“ von Chick Corea

Bester R&B-Song (Best R&B Song):
- „Giving You The Best That I Got“ von Anita Baker (Autoren: Anita Baker, Randy Holland, Skip Scarborough)

## Rap
Beste Rap-Darbietung  (Best Rap Performance):
- „Parent's Just Don't Understand“ von DJ Jazzy Jeff & the Fresh Prince (Jeff Townes und Will Smith)

## Country
Beste weibliche Gesangsdarbietung – Country (Best Country Vocal Performance, Female):
- Hold Me von K. T. Oslin

Beste männliche Gesangsdarbietung – Country (Best Country Vocal Performance, Male):
- Old 8x10 von Randy Travis

Beste Countrydarbietung eines Duos oder einer Gruppe mit Gesang (Best Country Performance By A Duo Or Group With Vocal):
- Give A Little Love von den Judds

Beste Zusammenarbeit mit Gesang – Country (Best Country Vocal Collaboration):
- Crying von k. d. lang & Roy Orbison

Bestes Darbietung eines Countryinstrumentals (Orchester, Gruppe oder Solist) (Best Country Instrumental Performance – Orchestra, Group Or Soloist):
- Sugarfoot Rag von Asleep At The Wheel

Bester Countrysong (Best Country Song):
- Hold Me von K. T. Oslin

Bestes Bluegrass-Aufnahme (gesungen oder instrumental) (Best Bluegrass Recording – Vocal Or Instrumental):
- Southern Flavor von Bill Monroe

## New Age
Beste New-Age-Darbietung (Best New Age Performance):
- Folksongs For A Nuclear Village von Shadowfax

## Jazz
Beste Jazz-Gesangsdarbietung, weiblich (Best Jazz Vocal Performance, Female):
- Look What I Got! von Betty Carter

Beste Jazz-Gesangsdarbietung, männlich (Best Jazz Vocal Performance, Male):
- Brothers von Bobby McFerrin

Beste Jazz-Gesangsdarbietung, Duo oder Gruppe (Best Jazz Vocal Performance, Duo Or Group):
- Spread Love von Take 6

Beste Jazz-Instrumentaldarbietung, Solist (auf einer Jazz-Aufnahme) (Best Jazz Instrumental Performance, Soloist, On A Jazz Recording):
- Don't Try This At Home von Michael Brecker

Beste Jazz-Instrumentaldarbietung, Gruppe (Best Jazz Instrumental Performance, Group):
- Blues For Coltrane: A Tribute To John Coltrane von Roy Haynes, Cecil McBee, David Murray, Pharoah Sanders & McCoy Tyner

Beste Jazz-Instrumentaldarbietung, Big Band (Best Jazz Instrumental Performance, Big Band):
- Bud & Bird von Gil Evans & The Monday Night Orchestra

Beste Jazz-Fusion-Darbietung (Best Jazz Fusion Performance):
- Politics von den Yellowjackets

## Gospel
Beste weibliche Gospel-Darbietung (Best Gospel Performance, Female):
- Lead Me On von Amy Grant

Beste männliche Gospel-Darbietung (Best Gospel Performance, Male):
- Christmas von Larnelle Harris

Beste Gospel-Darbietung eines Duos, einer Gruppe oder eines Chors (Best Gospel Performance By A Duo Or Group, Choir Or Chorus):
- The Winans Live At Carnegie Hall von den Winans

Beste weibliche Soul-Gospel-Darbietung (Best Soul Gospel Performance, Female):
- One Lord, One Faith, One Baptism von Aretha Franklin

Beste männliche Soul-Gospel-Darbietung (Best Soul Gospel Performance, Male):
- Abundant Life von BeBe Winans

Beste Soul-Gospel-Darbietung eines Duos, einer Gruppe oder eines Chors (Best Soul Gospel Performance By A Duo Or Group, Choir Or Chorus):
- Take 6 von Take 6

## Latin
Beste Latin-Pop-Darbietung (Best Latin Pop Performance):
- Roberto Carlos von Roberto Carlos

Beste Tropical-Latin-Darbietung (Best Tropical Latin Performance):
- Antecedente von Rubén Blades

Beste Mexican-American-Darbietung (Best Mexican-American Performance)
- Canciones de mi padre von Linda Ronstadt

## Blues
Beste traditionelle Blues-Aufnahme (Best Traditional Blues Recording):
- Hidden Charms von Willie Dixon

Beste zeitgenössische Blues-Aufnahme (Best Contemporary Blues Recording):
- Don't Be Afraid Of The Dark von der Robert Cray Band

## Folk
Bestes traditionelles Folkalbum (Best Traditional Folk Album):
- Folkways – A Vision Shared: A Tribute To Woody Guthrie & Leadbelly von verschiedenen Interpreten (Produzenten: Don DeVito, Harold Leventhal, Joe McEwen, Ralph Rinzler)

Beste zeitgenössische Folk-Aufnahme (Best Contemporary Folk Recording):
- Tracy Chapman von Tracy Chapman

## Reggae
Beste Reggae-Aufnahme (Best Reggae Recording):
- Conscious Party von Ziggy Marley and the Melody Makers

## Polka
Beste Polka-Aufnahme (Best Polka Recording):
- Born To Polka von Jimmy Sturr

## Für Kinder
Beste Aufnahme für Kinder (Best Recording For Children):
- Pecos Bill von Robin Williams (Komponist: Ry Cooder, Produzenten: Ry Cooder, Mark Sottnick)

## Sprache
Beste gesprochene oder Nicht-Musik-Aufnahme (Best Spoken Word Or Non-Musical Recording):
- Speech by Rev. Jesse Jackson von Jesse Jackson

## Comedy
Beste Comedy-Aufnahme (Best Comedy Recording):
- Good Morning, Vietnam von Robin Williams

## Musical Show
Bestes Musical-Cast-Show-Album (Best Musical Cast Show Album):
- Into The Woods von verschiedenen Interpreten (Musik und Text: Stephen Sondheim; Produzent: Jay David Saks)

## Komposition / Arrangement
Beste Instrumentalkomposition (Best Instrumental Composition):
- The Theme From L.A. Law von Mike Post

Bester Song geschrieben speziell für Film oder Fernsehen (Best Song Written Specifically For A Motion Picture Or Television):
- Two Hearts von Phil Collins (Autoren: Phil Collins, Lamont Dozier)

Bestes Album mit instrumentaler Original-Hintergrundmusik geschrieben für Film oder Fernsehen (Best Album Of Original Instrumental Background Score Written For A Motion Picture Or For Television):
- The Last Emperor (Komponisten: David Byrne, Cong Su, Ryuichi Sakamoto)

Bestes Instrumentalarrangement (Best Arrangement On An Instrumental):
- Memos From Paradise von Eddie Daniels (Arrangeur: Roger Kellaway)

Bestes Instrumentalarrangement mit Gesangsbegleitung (Best Instrumental Arrangement Accompanying Vocals):
- No One Is Alone von Cleo Laine (Arrangeur: Jonathan Tunick)

## Packages und Album-Begleittexte
Bestes Album-Paket (Best Album Package):
- Tired Of Runnin' von O’Kanes (Künstlerische Leitung: Bill Johnson)

Bester Album-Begleittext (Best Album Notes):
- Crossroads von Eric Clapton (Verfasser: Anthony DeCurtis)

## Historische Aufnahmen
Bestes historisches Album (Best Historical Album):
- Crossroads von Eric Clapton (Produzent: Bill Levenson)

## Produktion und Technik
Beste technische Aufnahme, ohne klassische Musik (Best Engineered Recording, Non-Classical):
- Roll With It von Steve Winwood (Technik: Tom Lord-Alge)

Beste technische Klassikaufnahme (Best Engineered Recording, Classical):
- Verdi: Requiem & Operatic Choruses des Atlanta Symphony Orchestra und Chor unter Leitung von Robert Shaw (Technik: Jack Renner)

Produzent des Jahres (ohne Klassik) (Producer Of The Year, Non-Classical):
- Neil Dorfsman

Klassik-Produzent des Jahres (Classical Producer Of The Year):
- Robert Woods

## Klassische Musik
Bestes Klassik-Album (Best Classical Album):
- Verdi: Requiem & Operatic Choruses des Atlanta Symphony Orchestra und Chor unter Leitung von Robert Shaw

Beste Orchesteraufnahme (Best Orchestral Recording):
- Rorem: String Symphony; Sunday Morning; Eagles vom Atlanta Symphony Orchestra unter Leitung von Louis Lane und Robert Shaw

Beste Opernaufnahme (Best Opera Recording):
- Wagner: Lohengrin von Plácido Domingo, Dietrich Fischer-Dieskau, Siegmund Nimsgern, Jessye Norman, Eva Randova, Hans Sotin und dem Orchester der Wiener Staatsoper unter Leitung von Georg Solti

Beste Chor-Darbietung (ohne Oper) (Best Choral Performance other than opera):
- Verdi: Requiem & Operatic Choruses vom Atlanta Symphony Orchestra und Chor unter Leitung von Robert Shaw

Beste Soloinstrument-Darbietung mit Orchester (Best Classical Performance Instrumental Solo with Orchestra):
- Mozart: Klavierkonzert Nr. 23 von Vladimir Horowitz und dem La Scala Opera Orchestra unter Leitung von Carlo Maria Giulini

Beste Soloinstrument-Darbietung ohne Orchester (Best Classical Performance Instrumental Solo without Orchestra):
- Albeniz: Iberia, Navarra, Suite Espagnola von Alicia de Larrocha

Beste Kammermusik-Darbietung (Best Chamber Music Performance):
- Bartók: Sonate für zwei Klaviere und Schlagzeug von David Corkhill, Evelyn Glennie, Murray Perahia und Georg Solti

Beste klassische Gesangsdarbietung (Best Classical Vocal Performance):
- Luciano Pavarotti in Concert von Luciano Pavarotti und dem Symphonieorchester der Emilia-Romagna unter Leitung von Emerson Buckley

Beste zeitgenössische klassische Komposition (Best Classical Contemporary Composition):
- Nixon in China von der San Francisco Symphony unter Leitung von Edo de Waart (Komponist: John Adams)

## Musikvideo
Bestes Musik-Kurzvideo (Best Short Form Music Video):
- „Fat“ von Weird Al Yankovic

Bestes Musik-Langvideo (Best Long Form Music Video):
- Where The Streets Have No Name von U2

## Special Merit Awards

### Grammy Lifetime Achievement Award
- Leontyne Price
- Bessie Smith
- Art Tatum
- Sarah Vaughan
- Fred Astaire
- Pablo Casals
- Dizzy Gillespie
- Jascha Heifetz
- Lena Horne

Trustees Award
- Walt Disney
- Quincy Jones
- Cole Porter